# Pedro Tuazon
Pedro T. Tuazon, ook wel Pedro T. Tuason (Balanga, 15 september 1884 – 28 juni 1961) was een Filipijns jurist en politicus. Hij was onder meer Attorney General, Sollicitor-General van de Filipijnen en rechter in het Filipijns hooggerechtshof. Van 1954 tot 1958 was Tuazon minister van Justitie in de kabinetten van Ramon Magsaysay en diens opvolger Carlos Garcia.

## Biografie
Pedro Tuazon werd geboren op 15 september 1884 in Balanga in de provincie Bataan. Zijn ouders waren Clemente Tuazon and Josefa Tiangco. Na zijn middelbareschoolopleiding in zijn geboorteplaats vertrok hij met een beurs van de overheid voor zijn studie naar de Verenigde Staten. Eerst ging naar de New Jersey Normal School in Trenton, vervolgens studeerde hij rechten aan de Georgetown University Law School in Washington, D.C., waar hij in 1908 zijn Bachelor-diploma behaalde en aansluitend deed hij nog een vervolgopleiding aan de Yale Law School, onderdeel van Yale University.
Na het behalen van zijn toelatingsexamen voor de Filipijnse balie in 1912 werd hij benoemd tot provinciaal openbaar aanklager (fiscaal) van Misamis, Surigao, Agusan en Ilocos Sur. In 1918 werd hij aangesteld als assistent Attorney op het Bureau of Justice. In 1921 was hij korte tijd waarnemend Attorney General, waarna hij tot 1922 terugkeerde in zijn functie als assistent. Van 1922 tot 1936 was hij als rechter werkzaam in rechtbanken in Albay, Camarines Norte en Camarines Sur, Tayabas (tegenwoordig Quezon), Rizal en in Manilla. In 1936 volgde een benoeming tot Sollicitor-General van de Filipijnen. Twee jaar later werd hij benoemd tot rechter van het Hof van Beroep. 
In 25 juni 1946 werd Tuazon door president Manuel Roxas benoemd tot rechter van het Filipijns hooggerechtshof. Zijn periode als rechter bij de hoogste Filipijnse rechtbank duurde tot 4 januari 1954 toen hij door president Ramon Magsaysay werd benoemd als minister van Justitie. Na de dood van Magsaysay in 1957 bleef hij ook in het kabinet van diens opvolger Carlos Garcia nog enige tijd minister van Justitie tot 19 maart 1958.
Tuazon overleed in 1961 op 76-jarige leeftijd.